# Асафов, Михаил Васильевич
Михаил Васильевич Асафов (1950—2018) — советский и российский актёр театра и кино. Заслуженный артист РСФСР (1989). Народный артист Российской Федерации (2008).

## Биография
Отец — Василий Михайлович Асафов (1901—1959) — советский военный деятель, генерал-майор (1946). Михаил — четвёртый ребёнок в семье, отец умер, когда ему было 8 лет.
Выпускник Школы-студии МХАТ (1973). С 1974 года служил в Ивановском драматическом театре, с 1977 — во Владимирском областном драматическом театре.

## Театральные работы

### Актёр
«На всякого мудреца довольно простоты» — Крутицкий, старик, очень важный господин.
«Ханума» — Приказчик Акоп
«Три сестры» — Чебутыкин, военный доктор

### Режиссёр
«Пассажир без багажа», Жан Ануй (2007);
«Примадонны», Кен Людвиг (2009).

## Фильмография
- 2016 — «Простить нельзя расстаться» — врач
- 2015 — «Господа-товарищи» — Лавров
- 2011 — «Брак по завещанию. Возвращение Сандры» — инспектор полиции
- 2009 — «Пелагия и белый бульдог» — Карасюк
- 2007 — «Эксперты» — Владимир Волочков
- «Солдатские истории»
- 1974 — «Птицы над городом» — Велехов
- 1973 — «Ищу человека» — эпизод

## Награды и премии
- Народный артист РФ (2008)[1].
- Заслуженный артист РСФСР (1989).
- Премия им. Евстигнеева (2011).

## Память

Могила Михаила Асафова

Похоронен на Аллее Славы Владимирского городского кладбища Улыбышево